# Kahlausrüstung
Die Kahlausrüstung bzw. Kahlappretur ist ein Verfahren zur Trockenveredlung  für Kammgarngewebe.
Durch ein nur mäßiges Walken wird bei der Kahlausrüstung das Kammgarngewebe nur mäßig verfilzt. Die abstehenden Faserenden werden durch Scheren weitgehend entfernt, so dass das Bindungsbild klar erkennbar ist und jeder Einzelfaden zu sehen ist.
Die Ausrüstung ergibt einen weichen, geschmeidigen und kernigen Griff, das Gewebe erscheint jedoch nicht lappig. Dies kann allerdings durch die Art der Bindung oder durch die Wahl des Garnes stark beeinflusst werden.
Da die Stoffe zum Glänzen neigen, sollten sie nur vorsichtig, unter einem feuchten Tuch, gebügelt werden.
Gegensätzliche Textilausrüstungen sind Foulé und Melton.